# Szedinkatanya
Szedinkatanya (Szedinka, románul: Sădinca) falu Romániában, Erdélyben, Szeben megyében. Közigazgatásilag Ladamos községhez tartozik.

## Fekvése
Medgyestől 36 kilométerre délnyugatra, a Nagy-Székás forrásvidékén fekszik.

## Története
Helyén korábban a Teleki család legelője feküdt. 1889-ben egy középkori templom romjait találták meg közelében. 1945 után vált ki Sorostélyból. 2008-ban ortodox kolostort szenteltek föl benne.
1910-ben 185 lakosából 135 volt román és 50 magyar anyanyelvű; 115 görögkatolikus, 44 református és 20 ortodox vallású.
2002-ben nyolc ortodox vallású román lakosa volt.